# James Blyth (engenheiro)
Professor James Blyth MA, LLD, FRSE FRSSA (4 de abril de 1839   - 15 de maio de 1906) foi um engenheiro elétrico escocês e acadêmico no Anderson's College, hoje Universidade de Strathclyde, em Glasgow. Ele foi pioneiro no campo da geração de eletricidade através da energia eólica e sua turbina eólica, usada para iluminar sua casa de férias em Marykirk, foi a primeira estrutura conhecida do mundo para produção de energia elétrica pelo vento. Blyth patenteou seu projeto e mais tarde desenvolveu um modelo aprimorado, que serviu como fonte de energia de emergência no Montrose Lunatic Asylum, Enfermaria e Dispensário pelos próximos 30 anos. Embora Blyth tenha recebido reconhecimento por suas contribuições à ciência, a geração de eletricidade por energia eólica foi considerada antieconômica e não mais foram construídas turbinas eólicas no Reino Unido até 1951, cerca de 64 anos após a construção de seu primeiro protótipo.

## Início de vida
James Blyth nasceu em Marykirk, Kincardineshire, em 4 de abril de 1839, filho de John Blyth, um estalajadeiro e pequeno agricultor, e sua esposa Catherine. Ele freqüentou a escola paroquial de Marykirk e, mais tarde, a Academia Montrose antes de ganhar uma bolsa de estudos na Escola Geral da Assembléia Geral, em Edimburgo, em 1886. Depois de se formar como Bacharel em Artes pela Universidade de Edimburgo em 1861, Blyth ensinou matemática na Morrison's Academy em Crieff e estabeleceu o currículo técnico e científico para o recém-criado Colégio George Watson em Edimburgo.
Blyth completou seu Master of Arts em 1871 e no mesmo ano casou-se com Jesse Wilhelmena Taylor na Igreja Presbiteriana Unida em Athol Place, Edimburgo. Tiveram dois filhos e cinco filhas, dois dos quais morreram na infância.

## Carreira
Em 1880, Blyth foi nomeado Professor Freeland de Filosofia Natural no Anderson's College, Glasgow, que se tornou o Glasgow e o Western of Scotland Technical College em 1886. Enquanto lecionava na faculdade técnica, ele seguiu um programa de pesquisa com interesse particular na geração e armazenamento de eletricidade a partir do vento.  Ele também era conhecido na comunidade local por meio de uma série de palestras e demonstrações populares.
Em julho de 1887, Blyth construiu uma turbina eólica de pano (ou "moinho de vento") no jardim de sua casa de férias em Marykirk e usou a eletricidade produzida para carregar acumuladores ; a eletricidade armazenada era usada para alimentar as luzes em sua casa, que se tornou a primeira do mundo a ser alimentada por eletricidade gerada pelo vento. Em um artigo entregue à Sociedade Filosófica de Glasgow em 2 de maio de 1888, Blyth descreveu a turbina eólica como sendo "de um design de tripé, com um eixo de vento de 33 pés, quatro braços de 13 pés com velas de lona e um dínamo de Burgin acionado pelo volante usando uma corda ". A turbina produzia energia suficiente para acender dez lâmpadas de 25 volts em uma "brisa moderada" e poderia até ser usada para alimentar um pequeno torno.

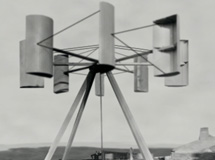
A turbina de 1895 construída para o Montrose Lunatic Asylum

Nos anos seguintes, Blyth experimentou vários projetos diferentes.  O projeto final funcionou pelos próximos 25 anos e produziu eletricidade excedente que Blyth ofereceu ao povo de Marykirk para iluminar a rua principal da cidade. Mas sua oferta foi rejeitada, pois as pessoas pensavam que a eletricidade era "obra do diabo".  Blyth recebeu uma patente do Reino Unido por seu "motor eólico" em novembro de 1891.  Em 1895, ele licenciou a empresa de engenharia de Glasgow, Mavor e Coulson,  para construir uma segunda turbina aprimorada, usada para fornecer energia de emergência ao asilo, enfermaria e dispensário lunático de Montrose ;  o sistema operou com sucesso pelos próximos 30 anos.
O gerador eólico original de Blyth foi a primeira estrutura conhecida pela qual a eletricidade foi gerada a partir da energia eólica, mas sua falta de mecanismo de frenagem significava que era propenso a danos em ventos fortes.  No inverno de 1887, alguns meses após a construção do primeiro gerador eólico de Blyth, o americano Charles F. Brush construiu a primeira turbina eólica operada automaticamente. O design da máquina da Brush permitiu que ela fosse desligada manualmente para protegê-la contra danos causados pelo vento.  O design aprimorado da turbina construída para o Montrose Lunatic Asylum (que foi baseado no anemômetro de Thomas Robinson ) ajudou bastante a resolver esse problema, mas não se podia garantir que o vento travasse com ventos muito fortes.
Em 1891, Blyth apresentou um documento para a Royal Society of Edinburgh, defendendo sua crença nos benefícios das fontes de energia renováveis, particularmente a eólica, mas também a energia das ondas. Mais tarde naquele ano, ele recebeu a Medalha de Ouro de Brisbane pela Royal Scottish Society of Arts por seu trabalho na produção de energia elétrica a partir do vento mas sua turbina eólica não era considerada economicamente viável.
Os outros interesses de pesquisa de Blyth incluíam a relativa eficiência de diferentes formas de iluminação, comunicação telefônica e microfones; ele também contribuiu com entradas em vários tópicos para a nona edição da Encyclopædia Britannica.
Em 1900, Blyth recebeu um doutorado honorário pela Universidade de Glasgow.

## Legado
O filho de Blyth, Vincent James (1874-1916), e seu genro, George Edwin Allan (1870-1955), tornaram-se manifestantes, assistentes e conferencistas do Departamento de Filosofia Natural.
O Comitê do Professor James Blyth Memorial, composto pelos ex-alunos e associados de Blyth, foi criado em março de 1907 para arrecadar fundos para um memorial para ele. O memorial acabou assumindo a forma de doar os Prêmios do Memorial Blyth e erguer uma placa de parede no Colégio. A turbina em Montrose Asylum foi desmontada em 1914. A primeira turbina eólica de utilidade pública da Grã-Bretanha não entrou em operação até 1951, quando um protótipo de turbina construído pela John Brown Engineering de Glasgow foi instalado em Costa Head, Orkney.

## Publicações
- Blyth, James  On the application of wind power to the generation and storage of electricity, Paper read before the Philosophical Society of Glasgow, 2 May 1888
- Blyth, James On the application of wind power to the production of electric currents, Transactions of the Royal Scottish Society of Arts, vol. 13, (1894), pp. 170–181. Paper read before the Society on 25 January 1892

## 30em
1. 1 2  Croll, Kirsteen. «Papers of James Blyth». University of Strathclyde
2. 1 2 3 4  Hardy, Chris. «Renewable energy and role of Marykirk's James Blyth». D. C. Thomson & Co
3. 1 2 3 4 5 6 7  Price, Trevor J. «Blyth, James (1839–1906)». Oxford Dictionary of National Biography online ed. Oxford University Press (Requer Subscrição ou ser sócio da biblioteca pública do Reino Unido.)
4. ↑  «James Blyth papers». University of Strathclyde
5. 1 2  Anon. «It started here: No.9 Wind Power» (PDF). University of Strathclyde
6. ↑  Anon. «James Blyth 1880–1906». University of Strathclyde
7. ↑  Making Scotland's landscape: The Climate Presented by Professor Iain Stewart, Producer Michael Burke, Director Colin Murray, BBC Scotland Television screened 11 December 2010
8. ↑  Secretetary of State for Scotland. «Secretary of State for Scotland: Scotland Office / Royal Society of Edinburgh Climate Change Seminar». Crown copyright
9. ↑  Peters, Victoria. «Glasgow and West of Scotland Technical College – Professor James Blyth Memorial Committee». Universityof Strathclyde